# قانون پلیفر
قانون پلیفر (به انگلیسی: Playfair's Law) یک رابطه تجربی است که توسط جان پلیفر ابداع شده است و بیان می‌کند که یک دره نتیجه عمل رودخانه‌ای است که در آن جریان داشته است. این قانون ارتباط اندازه روانه با دره‌ای که در آن جاری است را بیان می‌کند. این قانون بعدها به شکل بهتری به عنوان یک نظریه تشریح شد.